# Andelfingen
Andelfingen est une commune suisse du canton de Zurich.

Photo aérienne par Walter Mittelholzer (1919).

## Monuments et curiosités
Dans le riche centre historique de la localité se tient un château avec plusieurs annexes construit en 1780-82, l'ancienne chancellerie de 1697 et l'auberge Löwen dont les parties les plus anciennes remontent au XVIe siècle.
L'église paroissiale réformée est constituée d'une nef réédifiée en 1666-67 à la place d'une église déjà mentionnée en 1260. Des agrandissements ont été effectués en 1860 après la destruction de l'ancien clocher surmontant le chœur. En 1861-62, Johann Caspar Wolff érige l'originale tour néo-gothique.
Un pont de bois sur la Thür datant de 1814-15 conduit à Kleinandelfingen.
Depuis le 1er janvier 2023, les anciennes communes d'Adlikon bei Andelfingen et d'Humlikon, ont rejoint la commune d'Andelfingen.